# Premis Nacionals de Cultura 2015

Els Premis Nacionals de Cultura 2015 van ser atorgats pel Consell Nacional de la Cultura i de les Arts d'acord amb el que estableixen la Llei 6/2008, de 13 de maig, del CoNCA i el Decret 148/2013, de 2 d'abril, dels Premis Nacionals de Cultura de la Generalitat de Catalunya. El lliurament dels premis es va fer el 17 de juny del 2015, va ser presidit pel Molt Hble. Sr. Artur Mas, president de la Generalitat de Catalunya. S'atorgà el màxim permès de distincions, deu, a artistes, acadèmics i entitats culturals catalanes 
| «                                         | ...per l'excel·lència de la seva obra, la continuïtat de la seva tasca fins l'actualitat i la mirada pròpia i innovadora que cadascun d'ells ha aportat en el seu àmbit d'activitat... | » |
| — Plana web de presentació del premi 2015 | |   |

## Guardonats
- Josep Maria Cadena
- Guillermina Coll
- Núria Espert[2]
- Federació de Diables i Dimonis de Catalunya
- Fundació privada Espai Guinovart
- Francesc Parcerisas[2]
- Xavier Pla[3]
- Quico el Célio, el Noi i el Mut de Ferreries
- Amèlia Riera
- Jaime Rosales[2]